# Ступор (ружьё)
Ступор (ПАРС, Прибор Активации Режимов Самоспасения)  — электромагнитное ружьё для борьбы с БПЛА разработки Главного научно-исследовательского испытательного центра робототехники Минобороны РФ. Разработано инженером-конструктором Дмитрием Клочко. Впервые опробовано в разрешении конфликта соседей в коттеджном посёлке.
Впервые продемонстрировано на форуме «Армия-2017». Первое военное применение состоялось в Сирии в 2017 году. Принято на вооружение ВС РФ в 2018 году.

## История
Ружьё создавалось в Главном научно-исследовательском испытательном центре робототехники Минобороны РФ (ГНИИЦ РТ МО РФ ) военным конструктором выпускником Академии Жукова Дмитрием Клочко. В 2015 году к инженеру майору в отставке в частном порядке обратились с просьбой разработать средство защиты от дронов в войне между двумя соседями. Инженер откликнулся на интересное предложение и начал проводить расчеты и экспериментировать. Так появилось на свет первое в России антидроновое ружьё с каналами воздействия на бытовых частотах 2,4 ГГц и 5,8 ГГц и дальностью 300 метров. Беспилотник был посажен, об этом узнали другие люди и появились предложения. А в 2016 году маленькая фирма по производству ружей. Так были сконструированы электромагнитные ружья Ступор для защиты яхт, коттеджей и прочих объектов. Ружья были названы «ПАРС» — приборы активации режима спасения.
До определённого момента не вызывали большого интереса со стороны военных. Впервые «Ступор» был продемонстрировали на международном военно-техническом форуме «Армия-2017». МВД России брало ружья для охраны массовых мероприятий. Использовались на объектах во время Чемпионата мира по футболу 2018. На базе ПАРСа разрабатывается пистолет и линейка устройств для техники. Фирма-производитель насчитывает всего 8 сотрудников, способных в месяц производить до 100 ружей.

### Испытания
Ружьё прошло боевые испытания в Сирии и принято на вооружение в 2018 году. Испытания ружья были засекречены.

### Описание
Применяется на дальности до двух километров в 20°-ом секторе. Предназначено для захвата беспилотников, находящихся на расстоянии прямой видимости от оператора путём разрыва связи между последним и пультом управления оператора. Дрон переходит в режим самоспасения и безопасно приземляется, после чего можно его обезвредить и унести с собой.
Общая длина ружья 1,16 метра. Рабочий вес 5,5 кг, на одной подзарядке работает до 4 часов. Ружьё имеет пластиковый корпус сложной формы и может оснащаться двумя прицелами — коллиматорным или оптическим. Носится как обычный автомат. В комплекс встроен блок подавления, способный глушить сигнал от 2 до 5 км практически любой из существующих систем спутниковой навигации.

### Назначение
Основное достоинство ружья — возможность перехватывать (а также использовать уже в своих целях) беспилотные летательные аппараты без применения дорогостоящих ракет и техники.